# Saint-Germier (Haute-Garonne)

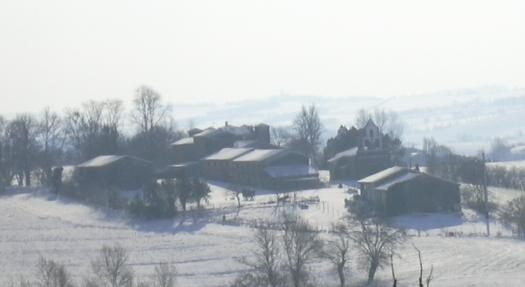
Saint-Germier im Winter 2004

Saint-Germier (okzitanisch: Sant Germièr) ist eine französische Gemeinde mit 120 Einwohnern (Stand: 1. Januar 2022) im Département Haute-Garonne in der Region Okzitanien (vor 2016 Midi-Pyrénées). Sie gehört zum Arrondissement Toulouse und zum Kanton Revel. Die Einwohner werden Saint-Germierois genannt.

## Lage
Saint-Germier liegt in der Kulturlandschaft Lauragais, 29 Kilometer südöstlich von Toulouse. Umgeben wird Saint-Germier von den Nachbargemeinden Caragoudes im Nordwesten und Norden, Toutens im Norden und Osten, Cessales im Osten und Südosten, Trébons-sur-la-Grasse im Süden und Westen, Varennes im Westen sowie Mourvilles-Basses im Nordwesten. 

## Bevölkerungsentwicklung
| Jahr                       | 1962 | 1968 | 1975 | 1982 | 1990 | 1999 | 2010 | 2020 |
| Einwohner                  | 66   | 69   | 69   | 75   | 72   | 86   | 103  | 118  |
| Quellen: Cassini und INSEE |      |      |      |      |      |      |      |      |

## Sehenswürdigkeiten
- Kirche Saint-Germier